# Beleg van La Rochelle (1573)

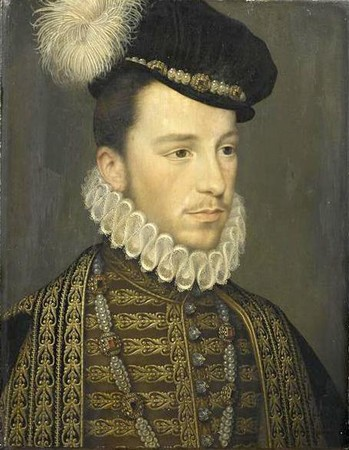
Hendrik, hertog van Anjou

Het Beleg van La Rochelle vond van 11 februari tot 26 juni 1573. La Rochelle was een bolwerk van de hugenoten, dat koning Karel IX van Frankrijk wilde ontmantelen.

## Achtergrond
Na de slachtpartij van de Bartholomeusnacht en de daarop volgende vervolging van de protestanten vluchtten veel hugenoten naar de vrijstad La Rochelle. La Rochelle was een goed omwalde havenstad met ongeveer 20.000 inwoners. Karel IX probeerde eerst op diplomatieke wijze het conflict op te lossen, maar zijn onderhandelaars Armand de Gontaut en François de La Noue werden wandelen gestuurd.

## Beleg
Op 11 februari 1573 arriveerde de hertog van Anjou, broer van Karel IX, met een enorm leger, 28.000 man, met genoeg voorraad (munitie, kanonnen, buskruit, kanonskogels en voedsel) voor een langdurig beleg.
Van februari tot juni werden acht aanvallen op de stad uitgevoerd. De aanvallen, samen met de koude winter, resulteerden in grote verliezen aan de kant van het koninklijke leger. Op 26 maart 1573 werden 150 aanvallers gedood bij een accidentele explosie van een mijn, bedoeld om de wallen te vernietigen. De hertog van Anjou raakte zelf meerdere keren gewond tijdens het beleg. Op 23 mei 1573 arriveerden 6.000 huurlingen van de Zwitserse garde als versterking voor het koninklijke leger, maar dit kon niet baten.
De inwoners van de stad kregen steun van Engelse schepen, alhoewel koningin Elizabeth I van Engeland zich officieel afzijdig hield. Om de toegang van schepen naar La Rochelle  te verhinderen, liet de hertog een groot schip voor de haven tot zinken brengen, maar zonder resultaat.

## Einde
Eind mei 1573 vernam Hendrik van Anjou dat hij was gekozen tot koning van Polen, een land met een protestantse minderheid. Op 26 juni 1573 maakte hij een einde aan de aanval op La Rochelle en op 6 juli 1573 maakten katholieke troepen een einde aan het beleg en kwam er een eind aan de vierde fase van de Hugenotenoorlog.